# BMK Kungs
BMK Kungs är en badmintonklubb i Kungsbacka som mestadels håller till i Tingbergshallen mitt i Kungsbacka. Varje år anordnas även tävlingar i klubbens regi. Klubben grundades 1967 och kvalade på 1980-talet till Elitserien.